# Stathmopoda cissota
Stathmopoda cissota is een vlinder uit de familie Stathmopodidae. De wetenschappelijke naam van de soort is voor het eerst geldig gepubliceerd in 1913 door Meyrick.